# Monique Tijsterman
Monique Queis-Tijsterman (født 10. marts 1969) er en kvindelig hollandsk håndboltræner og tidligere håndboldspiller, der er den nuværende landstræner for Østrigs kvindehåndboldlandshold. Hun var midlertidig landstræner for Hollands kvindehåndboldlandshold, fra september 2021 til og med VM i Spanien samme år. Hun anses for at være en af de mest betydningsfulde personer i hollandsk håndbold, gennem tiden.

## Trænerkarriere
Hun har tidligere beskæftiget sig med det hollandske ungdomslandshold i en årrække, hvor hendes hidtil største resultat var en sølvmedalje ved U/19-EM på hjemmebane i 2011. Som ungdomslandstræner var hun i 00'erne og starten af 10'erne, med til at danne og skabe nogle af tidens største hollandske håndboldspillere som Estavana Polman, Lois Abbingh, Tess Wester, Laura van der Heijden og mange andre. Hun stoppede på u-landsholdet i 2013. Hun vendte dog tilbage som ungdomslandstræner igen i 2018 og frem til 2019. U/19-EM i Ungarn 2019, hvor hun igen formåede at kvalificerer holdet til EM-finalen. De vandt dog sølv. Tijsterman har dermed været den eneste ungdomslandstræner, for det hollandske U/19-landshold, der har formået at vinde medaljer. Hun stoppede i september 2019, i rollen som u-landstræner, for i stedet at blive teknisk direktør for Hollands håndboldforbund. Hun har derudover også været leder af det hollandske håndboldakademi HandbalAcademie, fra 2006 til 2014.
Hun blev i september 2021 ansat som midlertidig landstræner for det hollandske A-landshold frem mod VM i kvindehåndbold 2021 i Spanien, efter forbundet fyrede franske Emmanuel Mayonnade.
Udover sin karriere omkring de hollandske landshold, har Tijstermann også været cheftræner for herreholdet Limburg Lions, fra 2014 til 2016. Med klubben lykkedes det hende at vinde De Tripel; altså den hollandske liga, BENE-League og den hollandske pokalturnering i sæsonen 2014-15. Hun var dermed også den første kvindelige cheftræner, for et herrehåndboldhold, til at vinde en national håndboldliga og pokalturnering på det niveau.
Hun var også cheftræner for det kvindelige tophold SV Dalfsen, i to sæsoner fra 2017 til 2019.